# Pablo Monroy
 (octobre 2024).
Pablo Alfonso Monroy Reyes, né le 22 juillet 2002 à Pachuca, est un footballeur international mexicain. Il joue au poste d'arrière droit au Pumas UNAM.

## Biographie

### En club
Formé à Pumas UNAM., il fait ses débuts avec l'équipe première le 16 février 2023 contre Necaxa.

### En sélection
Il fait ses débuts avec la sélection olympique le 12 juin 2023 contre l'Australie dans le tournoi Maurice-Revello.
Il joue son premier match avec la Sélection le 31 mai 2024 lors d'une rencontre amicale contre la Bolivie.